# Station Aiguebelle
Station Aiguebelle is een spoorwegstation in Aiguebelle de Franse gemeente Val-d'Arc.